# 加尔尼加泰尔梅
加尔尼加泰尔梅（義大利語：Garniga Terme），是意大利特伦托自治省的一个市镇。总面积13平方公里，人口385人，人口密度29.6人/平方公里（2009年）。ISTAT代码为022091。